# Analisi transazionale e psicoterapia
Analisi transazionale e psicoterapia: un sistema di psichiatria sociale e individuale (Transactional analysis in psychotherapy) è un saggio scritto da Eric Berne, pubblicato nella sua prima edizione in lingua inglese durante l'anno 1961.
In questo testo, Berne presenta in modo puntuale la struttura del nuovo modello psicoterapeutico dell’Analisi transazionale, “un sistema unificato di psichiatria individuale e sociale”, pensato principalmente come terapia di gruppo.

## Contenuto
Nella parte introduttiva, definisce lo "stato dell'Io" come un sistema compatto di sentimenti che motivano l’insieme dei modelli comportamentali di un soggetto. Berne fa riferimento agli studi di Penfield sulla riproduzione vivida e “attuale” del vissuto passato del paziente, in conseguenza alla stimolazione di determinate aree cerebrali, pur conservando la coscienza di trovarsi nella stanza dell’esperimento. Riporta i commenti dello psicoanalista Kubie rispetto a tali esperimenti: “il soggetto è insieme osservatore e osservato” e la definizione di stato dell’Io di Weiss, esponente importante della scuola della Psicologia dell’Io di Federn. “Weiss sottolinea esattamente quanto Penfield aveva dimostrato: che stati dell’Io di età precedenti si mantengono in un’esistenza potenziale all’interno della personalità.” (Berne, 1971; pp. 10–11).
Il libro Analisi transazionale e psicoterapia è suddiviso in quattro parti: psichiatria individuale e analisi strutturale, psichiatria sociale e analisi transazionale, psicoterapia e frontiere dell’Analisi transazionale.

### Parte I – Psichiatria individuale e analisi strutturale
Eric Berne delinea qui la struttura della personalità, distinguendo gli organi psichici Esteropsiche Neopsiche e Archeopsiche, dai tre diversi stati dell’Io Genitore Adulto e Bambino. Attraverso opportuni esempi clinici, permette di comprendere il fluire della carica energetica o energia psichica da uno stato dell’Io all’altro. In un dato momento, uno dei tre stati dell’Io sarà investito di carica energetica per cui acquisterà il potere esecutivo, ma questo potrà poi passare ad un altro stato dell’Io, potendo supporre l’esistenza di un confine che separa ciascuno stato dell’Io dagli altri. Berne delinea, inoltre, i principali quadri psicopatologici, sia nella patologia strutturale (contaminazione e esclusione degli stati dell’Io) che in quella funzionale (rispetto alle labilità delle cariche energetiche e permeabilità dei confini dell’Io). Per facilitare la comprensione della patogenesi, ovvero di come si formano personalità patologiche, Berne utilizza la metafora della pila di monete, che idealmente può essere ben dritta e stabile quando non vi siano stati traumi oppure può salire su storta, dal momento in cui una o più monete difettose fanno deviare l’intera pila oppure a zig-zag nel caso di traumi di natura diversa. Berne applica l’analisi strutturale ad alcuni esempi clinici, di perversione sessuale, nevrosi di carattere, ma anche rispetto alla gente “normale”. Scrive Berne: “Ogni sintomo è la manifestazione di un singolo e definito stato dell’Io, attivo o escluso che sia, anche se risulta da conflitti, accordi o contaminazioni fra diversi stati dell’Io.” (p. 50).
Per una definizione più completa degli stati dell’Io:
- Lo stato dell’Io Genitore è “un insieme di sentimenti, atteggiamenti e modelli di comportamento simili a quelli della figura genitoriale”. La diagnosi può avvenire tenendo conto degli aspetti comportamentali (atteggiamento, gestualità, voce, fraseologia, ecc.) oppure per ciò che suscita nell’interlocutore (diagnosi sociale o operativa); potrà essere confermata ulteriormente quando la persona potrà ricostruire ad esempio la figura genitoriale reale del proprio vissuto (diagnosi storica); infine, quando l’individuo può risperimentare interamente la sua esperienza (diagnosi fenomenologica). Berne distingue due diverse funzioni genitoriali: il Genitore ‘con pregiudizi’, di solito proibitivo, e il Genitore ‘che nutre’ con simpatia.
- Lo stato dell’Io Adulto è caratterizzato da un insieme autonomo di sentimenti, atteggiamenti e modelli di comportamento che risultano adattati alla realtà presente”.
- Lo stato dell’Io Bambino “è un insieme di sentimenti, atteggiamenti e modelli di comportamento che risalgono alla nostra infanzia individuale”. Anche qui si applicano le stesse procedure diagnostiche viste per il Genitore. Il Bambino può anch’esso manifestarsi in due forme: il Bambino adattato, il cui comportamento è sotto l’influenza genitoriale, e il Bambino naturale che mostra forme autonome di comportamento.

### Parte II - Psichiatria sociale e Analisi transazionale
Nella sua teoria del contatto sociale, Berne riprende le ricerche di René Spitz sulla privazione sensoriale del neonato e delinea tre tipi di fame: la fame di stimolo, la fame sociale e la fame di struttura. Possiamo comprendere facilmente il bisogno che abbiamo di stimoli sensoriali, di stimoli fisici, di riconoscimento sociale ed anche di strutturazione del tempo (passatempi, attività, giochi psicologici, reale intimità). Le transazioni sono le manifestazioni esterne del rapporto sociale e sono il susseguirsi a catena di stimolo transazionale del soggetto X e risposta transazionale del soggetto Y e così via. L’analisi transazionale, in senso stretto, consiste nell’analisi di tali sequenze, in buona parte prevedibili, conoscendo le caratteristiche degli stati dell’Io delle persone coinvolte. “L’analisi transazionale si realizza perfettamente nella terapia di gruppo; o, inversamente, diciamo che l’analisi transazionale è una funzione naturale del gruppo terapeutico.” (p. 78) L’analisi delle transazioni tra gli individui è il prerequisito per passare ad analizzare i ‘giochi’ ovvero l’insieme di transazioni secondarie, spesso reiterate, che hanno però una motivazione nascosta. Berne li definisce qui, con un linguaggio familiare, come “una serie di finte o mosse truccate”; come accade nei giochi “Perché non… Sì, ma”, il “goffo pasticcione”, “l’alcolizzato”, “gamba di legno”, “burrasca”.
L’analisi delle transazioni e l’analisi dei giochi sono a loro volta la premessa per l’analisi del copione di vita, che origina dal dramma familiare degli anni dell’infanzia, prima esperienza traumatica, riprodotta più volte nella vita e che rientra nella teoria psicoanalitica del transfert.

### Parte III – Psicoterapia
In questa parte del libro, Berne si addentra nella terapia delle psicosi attive, delle psicosi latenti, delle nevrosi, nel processo di decontaminazione attraverso le illustrazioni di casi clinici affiancate dalle spiegazioni teoriche. “L’Adulto viene considerato all’incirca come un muscolo che accresce la propria forza con l’esercizio” (p. 127) e “Ciò che l’Adulto ottiene non è tanto il predominio, quanto una crescente facoltà di scelta.” (p. 128).
Berne individua quattro possibili obiettivi nella psicoterapia delle nevrosi: 1) il controllo sociale e dei sintomi, quando l’Adulto è in grado di controllare i sintomi e le relazioni sociali; 2) il miglioramento dei sintomi, rafforzando l’Adulto o talvolta anche insegnando a giocare meglio i propri giochi; 3) guarigione per transfert, sostituendo i genitori originari con il terapeuta, riprendendo il gioco interrotto con le figure traumatizzanti dell’infanzia o portandolo ad un’evoluzione più benigna; 4) cura psicoanalitica, dove il Bambino confuso può riorientarsi, grazie anche all’Adulto decontaminato del paziente, all’alleanza man mano con Genitore e Bambino, oltre naturalmente all’Adulto ausiliare del terapeuta. “In linea di massima, quando si ha a che fare con nevrotici, il nemico numero uno è il Genitore.” (p. 143) diversamente dal caso degli schizofrenici, dove solitamente è utilissima l’alleanza Genitore-Adulto contro il Bambino.
Essendo l’analisi transazionale principalmente un metodo di terapia di gruppo, Berne specifica in un capitolo appositamente dedicato, gli obiettivi, i metodi, la formazione del gruppo, la scelta dei pazienti, nonché le varie fasi della terapia di gruppo.

### Parte IV -. Frontiere dell’Analisi transazionale
In questa parte, Berne approfondisce l’analisi strutturale superiore di secondo e terzo ordine, degli stati dell’Io Genitore e Bambino. Analizza inoltre le dinamiche presenti nel matrimonio e le possibilità della terapia di gruppo matrimoniale. Descrive la struttura del matrimonio secondo tre punti di vista: il contratto formale che avviene tra i due Adulti; il contratto di relazione a livello psicologico, che può avvenire già in fase di corteggiamento, come accordo implicito Genitore-Bambino dei due soggetti; il contratto del copione, ovvero il patto segreto tra i due Bambini della coppia. Gli obiettivi andranno verso direzioni più costruttive, dove le relazioni e i giochi matrimoniali possano essere consapevoli e opzionali anziché obbligati e agiti inconsciamente. Infine, Berne tratta della tecnica sperimentale dell’analisi regressiva, “apparentata con l’abreazione freudiana, con le ‘gut-memories’ di Kubie, e con i fenomeni lobo-temporali di Penfield.” (p. 203). Far rivivere il Bambino nel presente come bambino reale, piuttosto che attraverso le deduzioni, può permettergli di trovare cura e nutrimento per i suoi bisogni originari. Risolvere la confusione del Bambino rappresenta la fase più delicata e profonda: “La situazione ottimale per ottenere il riassetto e la reintegrazione della personalità nel suo complesso comprende una dichiarazione emotiva del Bambino alla presenza dell’Adulto e del Genitore.” (p. 202).